# Liste der Nummer-eins-Hits in Belgien (1966)
Diese Liste enthält alle Nummer-eins-Hits in Belgien im Jahr 1966. Es gab in diesem Jahr 15 Nummer-eins-Singles.
| Singles |
| --- |
| - Christophe – Les marionnettes - 4 Wochen (1. Januar – 28. Januar) - Sonny & Cher – Sing c'est la vie - 4 Wochen (29. Januar – 25. Februar) - The Beatles – Michelle - 4 Wochen (26. Februar – 25. März) - Nancy Sinatra – These Boots Are Made for Walkin’ - 8 Wochen (26. März – 20. Mai) - Al Martino – Spanish Eyes - 1 Woche (21. Mai – 27. Mai) - The Peels – Juanita Banana - 5 Wochen (21. Mai – 24. Juni) - Frank Sinatra – Strangers in the Night - 9 Wochen (25. Juni – 26. August) - Roy Orbison – Lana - 2 Wochen (27. August – 9. September) - Dave Berry – Mama - 2 Wochen (10. September – 23. September) - Karin Kent – Dans je de hele nacht met mij - 2 Wochen (24. September – 7. Oktober) - The Beatles – Yellow Submarine - 2 Wochen (8. Oktober – 21. Oktober) - Eddy Wally – Chérie - 3 Wochen (22. Oktober – 11. November) - Sonny & Cher – Little Man - 2 Wochen (12. November – 25. November) - Engelbert Humperdinck – Dommage dommage - 2 Wochen (26. November – 9. Dezember) - Will Tura – El bandido - 5 Wochen (10. Dezember 1966 – 13. Januar 1967) |